# Saint-Bonnet-le-Courreau
Saint-Bonnet-le-Courreau is een gemeente in het Franse departement Loire (regio Auvergne-Rhône-Alpes) en telt 739 inwoners (2005). De plaats maakt deel uit van het arrondissement Montbrison.

## Geografie
De oppervlakte van Saint-Bonnet-le-Courreau bedraagt 50,3 km², de bevolkingsdichtheid is 14,7 inwoners per km².
De onderstaande kaart toont de ligging van Saint-Bonnet-le-Courreau met de belangrijkste infrastructuur en aangrenzende gemeenten.

## Demografie
Onderstaande figuur toont het verloop van het inwonertal (bron: INSEE-tellingen).